# Lužice (kraj południowomorawski)
Lužice – gmina w Czechach, w powiecie Hodonín, w kraju południowomorawskim. Według danych z dnia 1 stycznia 2013 liczyła 2 906 mieszkańców.